# Sokolac (Ljubovija)
Sokolac (Servisch cyrillisch Соколац) is een plaats in de Servische gemeente Ljubovija. De plaats telt 104 inwoners (2002).